# Korejské nudle

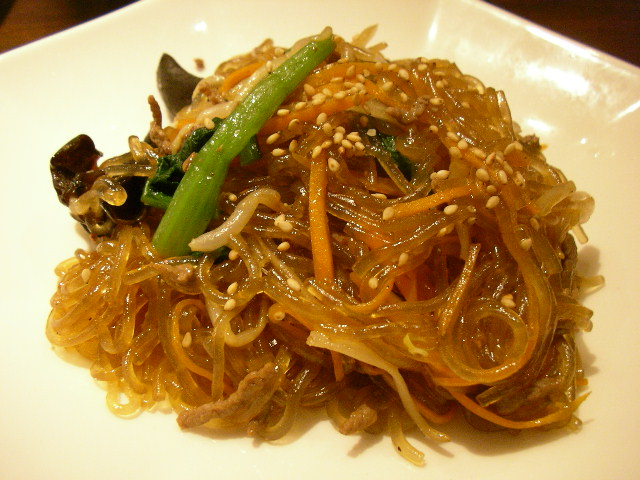
Pokrm z korejských nudlí

Korejské nudle (korejsky 한국의 국수) jsou důležitou součástí korejské kuchyně. V Severní i Jižní Koreji jsou nudle důležitou součástí jídelníčku, stejně jako v kuchyni japonské nebo čínské. V Koreji najdeme mnoho druhů nudlí. Korejsky se nudle řeknou 국수 (guksu nebo kuksu) nebo 면 (mjón). V Koreji se nudle připravují už od období přibližně 6000–5000 př. n. l.

## Typy korejských nudlí
V Koreji se připravuje mnoho druhů nudlí, liší se ingrediencemi, použitím i místem, kde jsou připravovány.
- Dangmjeon (당면) – nudle z batátového škrobu
- Memil guksu (메밀국수) – pohankové nudle, podobné japonským soba nudlím
- Olčengi guksu (올챙이국수) – nudle ze sušené kukuřice, pochází z horských oblastí (například provincie Kangwon)
- Gomguksu (곰국수) – polévka z pšeničných nudlí z vývaru z hovězích kostí nebo chrupavek
- Gamdža guksu (감자국수) – nudle z bramborového škrobu a z mouky z rýže a lepkavé rýže
- Gamdžanongma guksu (감자농마국수) – nudle z bramborového škrobu, specialita z oblasti Hwanghe v Severní Koreji
- Milguksu (밀국수) – nudle z pšeničné mouky
- Dotori guksu (도토리국수) – nudle z mouky z žaludů
- Čilk guksu (칡국수) – nudle z maranty a pohanky

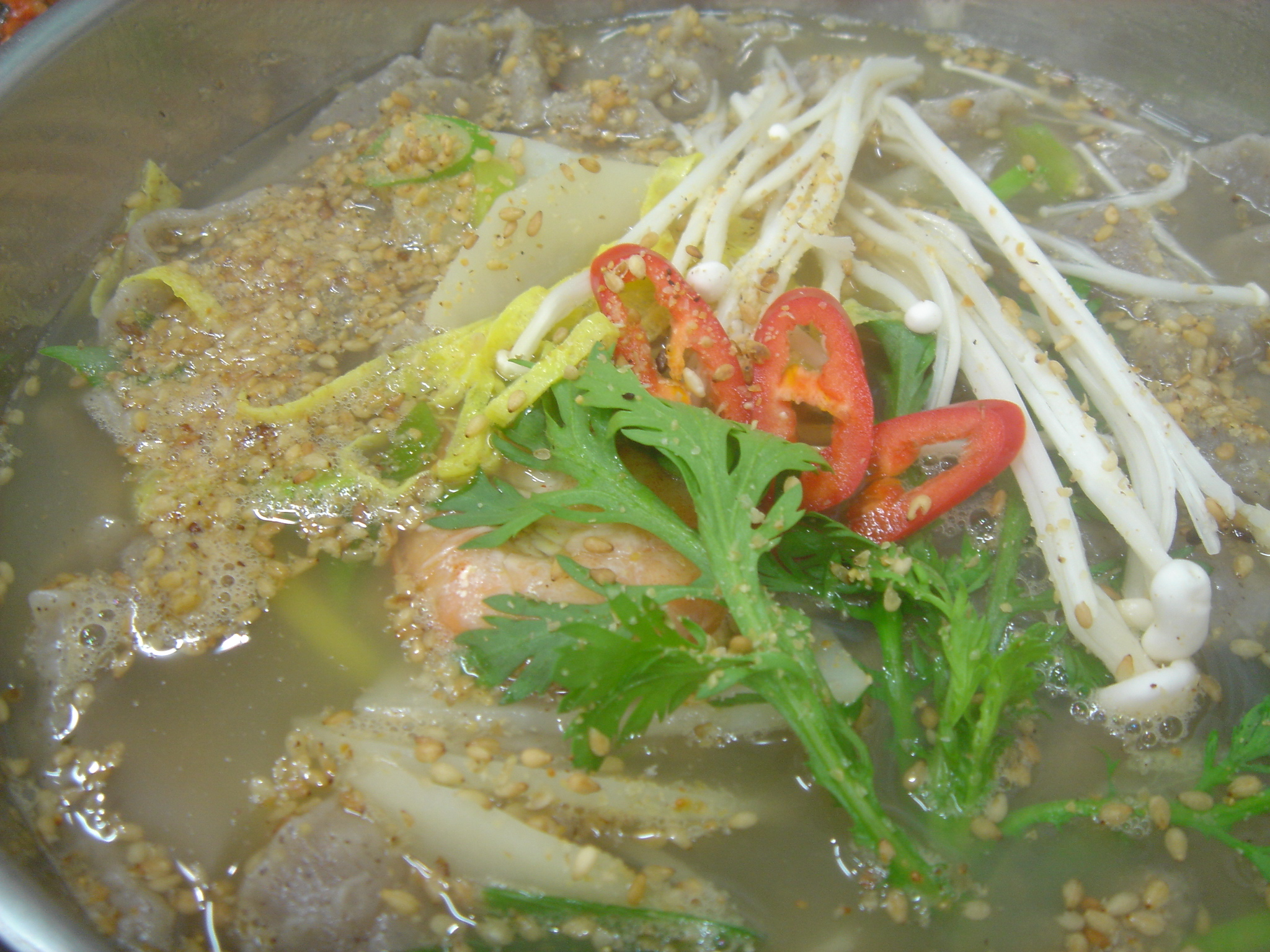
Memil guksu

- Ssuk kalguksu (쑥칼국수) – nudle z pšeničné mouky a z rostliny ssuk (Artemisia princeps)
- Hobak guksu (호박국수) – nudle z pšeničné mouky a dýně
- Kkolttu guksu (꼴뚜국수) – nudle z pšeničné a pohankové mouky
- Čchansače (천사채) – nevýrazné bílé nudle z gelu kombu, mají velmi málo kalorií

## Pokrmy z korejských nudlí
- Džabčche (잡채) – smažené nudle dangmjeon se zeleninou, sójovou omáčkou a hovězím masem

### Teplé pokrmy
- Janči guksu (잔치국수) – polévka z nudlí, mouky, gelu kombu, ančoviček a někdy i dalších ingrediencí
- Kalguksu (칼국수) – polévka dělená ve velké míse, z ručně dělaných nudlí, hlavní složkou je vývar

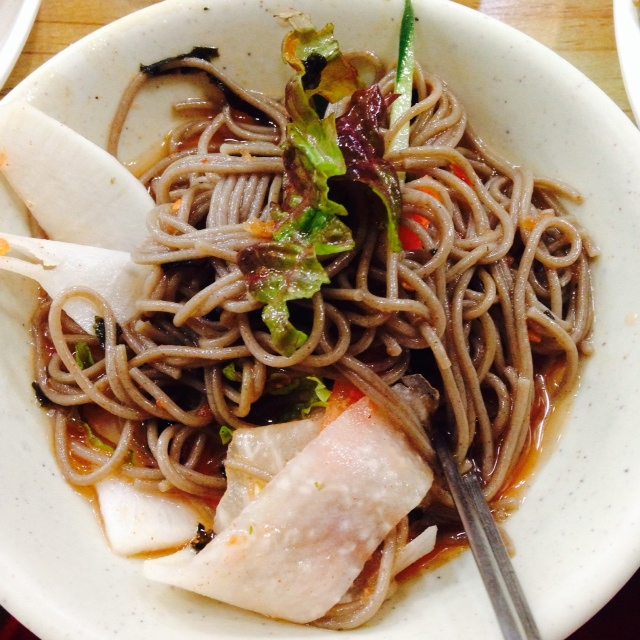
Makguksu

- Čamppong (짬뽕) – pšeničné nudle v kořeněné omáčce s vepřovým masem a mořskými plody

### Studené pokrmy
- Bibim guksu (비빔국수) – nudle s pikantní omáčkou z octa, někdy ozdobena vejcem, okurkou nebo kimči
- Makguksu (막국수) – nudle v chladném vývaru podávané s cukrem, octem nebo hořčicí, specialita regionu Kangwon
- Naengmjeon (냉면) – pokrm z domácích nudlí, nudle jsou smíchány s pohankou, bramborami, batáty a ssukem.
- Džolmjon (쫄면) – studený mix nudlí, pálivého koření a zeleniny, specialita oblasti Inčchon
- Milmjeon (밀면) – studený mix nudlí, brambor a batátů, specialita města Pusan
- Kongguksu (콩국수) – nudle v sójovém mléce
- Čchasguksu (잣국수) – nudle v sójovém mléce s piniovými ořechy
- Dongčchimi guksu (동치미국수) – nudle s pokrmem dongčchimi (pokrm podobný kimčchi)